# Roy Gelmi
Roy Gelmi (Bülach, 1º marzo 1995) è un calciatore svizzero, difensore o centrocampista del Sciaffusa.

## Biografia
Ha anche un fratello più grande Rick, anch'egli calciatore. Possiede anche il passaporto olandese.

## Carriera

### Club
Cresciuto nelle giovanili del San Gallo, ha debuttato nella massima serie svizzera nel 2015.